# Elecciones municipales de 2015 en Salamanca
Las elecciones municipales de 2015 se celebraron en Salamanca el domingo 24 de mayo, de acuerdo con el Real Decreto de convocatoria de elecciones locales en España dispuesto el 30 de marzo de 2015 y publicado en el Boletín Oficial del Estado el día 31 de marzo. Se eligieron los 27 concejales del pleno del Ayuntamiento de Salamanca.

## Resultados
El Partido Popular obtuvo 12 escaños (6 menos que en las elecciones de 2011); el Partido Socialista Obrero Español obtuvo 7 concejales (2 menos que en 2011), mientras que las candidaturas de Ciudadanos-Partido de la Ciudadanía y la de la agrupación de electores Ganemos Salamanca entraron en el ayuntamiento con 4 concejales cada una. Los resultados completos correspondientes al escrutinio definitivo se detallan a continuación:
| Candidatura                                   | Candidatura                                         | Votos   | %                               | Concejales                      |
| --------------------------------------------- | --------------------------------------------------- | ------- | ------------------------------- | ------------------------------- |
|                                               | Partido Popular (PP)                                | 28 673  | 39,18                           | 12                              |
|                                               | Partido Socialista Obrero Español (PSOE)            | 17 481  | 23,89                           | 7                               |
|                                               | Ciudadanos-Partido de la Ciudadanía (Cs)            | 10 051  | 13,73                           | 4                               |
|                                               | Agrupación de Electores Ganemos Salamanca (Ganemos) | 9990    | 13,65                           | 4                               |
| Vecinos por Salamanca (VxSAL)                 | Vecinos por Salamanca (VxSAL)                       | 3031    | 4,14                            | 0                               |
| Unión Progreso y Democracia (UPyD)            | Unión Progreso y Democracia (UPyD)                  | 1448    | 1,98                            | 0                               |
| Vox (Vox)                                     | Vox (Vox)                                           | 730     | 1,00                            | 0                               |
| Partido Regionalista del País Leonés (PREPAL) | Partido Regionalista del País Leonés (PREPAL)       | 242     | 0,33                            | 0                               |
| Votos en blanco                               | Votos en blanco                                     | 1542    | 2,11                            | n/a                             |
| Votos válidos                                 | Votos válidos                                       | 73 188  | 100,00                          | 27                              |
| Votos nulos                                   | Votos nulos                                         | 1193    | Participación: \| \| 61,83 % \| | Participación: \| \| 61,83 % \| |
| Votantes                                      | Votantes                                            | 74 381  | Participación: \| \| 61,83 % \| | Participación: \| \| 61,83 % \| |
| Electores                                     | Electores                                           | 120 301 | Participación: \| \| 61,83 % \| | Participación: \| \| 61,83 % \| |
|                                               | 61,83 %                                             |         |                                 |                                 |

## Concejales electos
Relación de concejales electos:
| N.º | Nombre                              | Lista | Lista   |
| --- | ----------------------------------- | ----- | ------- |
| 1   | Alfonso Fernández Mañueco           |       | PP      |
| 2   | Enrique Cabero Morán                |       | PSOE    |
| 3   | Carlos García Carbayo               |       | PP      |
| 4   | Alejandro González Bueno            |       | Cs      |
| 5   | Virginia Carrera Garrosa            |       | Ganemos |
| 6   | María del Carmen Sánchez Bellota    |       | PP      |
| 7   | Rosa Colorado Luengo                |       | PSOE    |
| 8   | María José Fresnadillo Martínez     |       | PP      |
| 9   | José Luis Mateos Crespo             |       | PSOE    |
| 10  | Enrique Sánchez-Guijo Acevedo       |       | PP      |
| 11  | Ana Suárez Otero                    |       | Cs      |
| 12  | Gabriel Risco Ávila                 |       | Ganemos |
| 13  | María de la Almudena Parres Cabrera |       | PP      |
| 14  | Josefa Mena Martín                  |       | PSOE    |
| 15  | Daniel Llanos García                |       | PP      |
| 16  | Fernando Javier Rodríguez Alonso    |       | PP      |
| 17  | Arturo Ferreras de la Fuente        |       | PSOE    |
| 18  | Fernando Castaño Sequeros           |       | Cs      |
| 19  | María del Pilar Moreno González     |       | Ganemos |
| 20  | María Cristina Klimowitz Waldmann   |       | PP      |
| 21  | Isabel Campo Blanco                 |       | PSOE    |
| 22  | María Isabel Macías Tello           |       | PP      |
| 23  | Julio López Revuelta                |       | PP      |
| 24  | Agustina Lucía Martín Santos        |       | Cs      |
| 25  | Gabriel de la Mora González         |       | Ganemos |
| 26  | Fernando Vegas Sánchez              |       | PSOE    |
| 27  | Francisco Javier García Rubio       |       | PP      |

## Acontecimientos posteriores
Investidura del alcalde
En la sesión de constitución de la nueva corporación municipal celebrada el 13 de junio de 2015 ningún candidato obtuvo la mayoría absoluta de los votos del pleno, por lo que el candidato de la lista con más votos en las elecciones, el alcalde saliente Alfonso Fernández Mañueco (Partido Popular) volvió a ser investido alcalde del municipio; Fernández recibió 12 votos de los concejales, Cabero (PSOE) 11, además de 4 abstenciones.
El 12 de diciembre de 2018, el Pleno del Ayuntamiento de Salamanca tomó conocimiento de la dimisión del alcalde, Alfonso Fernández. Fernández dimitió del cargo para centrarse en su precandidatura por el Partido Popular a la presidencia de la Junta de Castilla y León en las siguientes elecciones regionales, a celebrar en mayo de 2019. El 20 de diciembre, se celebró la sesión de investidura del nuevo alcalde, a la que una concejal electa del PSOE decidió no asistir. La votación arrojó 12 votos en favor de Carlos García (PP), 6 en favor de José Mateos, 4 en favor de Alejandro González y Virginia Carrera.
Al no obtener ningún candidato la mayoría absoluta de los votos, fue investido alcalde Carlos García, número 2 de la lista del PP en las elecciones municipales de 2015.